# Клепинин, Николай Андреевич
Никола́й Андре́евич Клепи́нин (17 января 1899, Пятигорск — 28 июля 1941, Орёл) — русский писатель, историк. Сын архитектора Андрея Николаевича Клепинина, старший брат священника Димитрия Клепинина.

## Биография
Николай Андреевич родился в семье архитектора Андрея Николаевича Клепинина и Софьи Александровны (урождённой Степановой) в Пятигорске.
Принимал участие в Гражданской войне в рядах Добровольческой армии как офицер Лейб-гвардии Конно-гренадерского полка.
1920 — эмигрировал из России в Белград. Принимал участие в Русском студенческом христианском движении (РСХД).
1925 — в Хопове выступил с докладом на Третьей общей конференции РСХД в качестве представителя Белградского кружка. Тема доклада — проблема православных братств, в частности, возможных форм братств. Возможно, являлся одним из основателей братства Святого Серафима Саровского, которое вышло из состава РСХД в 1927 году.
1926 — переехал в Париж, ставший к тому времени центром российской эмиграции, где сотрудничал с издательством YMCA-PRESS. Начал также сотрудничество с журналом «Путь». Где-то в это время, видимо, Клепинин примкнул к «движению евразийцев», в его работах начинает чувствоваться влияние Г. В. Вернадского.
1927 — вышла книга Клепинина «Святой и благоверный князь Александр Невский». Выходу этой книги посвящены рецензии Г. П. Федотова в «Современных записках» и В. Н. Ильина в «Пути». Возможно, перу Клепинина принадлежит статья «Работа парижской группы евразийцев», вышедшая в следующем году в № 10 «Евразийской хроники», изданной в Париже. Клепинин участвует в качестве редактора в выпуске 6-го сборника статей евразийцев.
1928 — редактором газеты «Евразия» стал Сергей Яковлевич Эфрон. Клепинины дружили с семьёй Эфронов-Цветаевых где-то с середины 1920-х, всё время снимали жильё рядом.
Взгляды значительного числа евразийцев постепенно эволюционировали от осознания неслучайности октябрьской революции к принятию большевистского режима и раскаянию в борьбе с ним. Этим успешно пользовался НКВД, сумевший завербовать многих участников «евразийского сообщества». По некоторым данным, Клепинин перешёл на «советскую платформу» ещё в 1933 году.
1937 — Клепинины и Эфрон бежали в СССР.
В ноябре 1937 года Николай и Антонина Клепинины и их дети Дмитрий и Софья (все — под конспиративной фамилией Львовы) поселились на ведомственной даче НКВД в Московской области (станция Болшево Северной железной дороги, посёлок «Новый быт», дом № 4/33 (ныне улица Марины Цветаевой, № 15)). Николай Клепинин числился научным консультантом восточного отдела Всесоюзного общества культурных связей с заграницей (ВОКС). На той же даче в тот же период поселился Сергей Эфрон; в июне 1939 года туда же приехала Марина Цветаева с сыном Георгием Эфроном.

## Арест и казнь
Арестован в ночь с 6-го на 7 ноября 1939 года на даче в Болшеве. Обвинён в участии в антисоветской контрреволюционной организации и шпионаже в пользу Франции. Имя Николая Клепинина было включено в сталинский расстрельный список, датированный 6 сентября 1940 года (№ 189 в списке из 472 имён и фамилий «участников антисоветских, шпионско-заговорщических организаций, подлежащих преданию суду Военной Коллегии Верховного Суда Союза ССР»). Приговорён к ликвидации Сталиным. По неизвестным причинам приведение приговора в исполнение было отложено более чем на десять месяцев. Формально приговорён к расстрелу на заседании Военной коллегии Верховного суда СССР 6 июля 1941 года. Прошение о помиловании, поданное Клепининым в Президиум Верховного Совета СССР, было оставлено без удовлетворения. Казнён 28 июля 1941 года под Москвой, на расстрельном полигоне Коммунарка — одновременно со своей женой Антониной Клепининой (урожд. Насоновой), также приговорённой к смертной казни по аналогичному обвинению.
В сентябре 1956 года реабилитирован посмертно.

## Семья
Брат — Дмитрий (Димитрий) Андреевич Клепинин (1904—1944), священник, общественный деятель, участник движения французского Сопротивления, причислен к лику святых.
Жена — Антонина (Нина) Николаевна (урожд. Насонова) (1894—1941, Коммунарка, репрессирована), искусствовед, из дворян, выпускница Смольного, внучка А. А. Корнилова и, соответственно, двоюродная правнучка вице-адмирала, героя Севастопольской обороны В. А. Корнилова, дочь Николая Викторовича Насонова — академика, директора Зоологического музея в Петербурге. Первым браком Антонина Насонова была за знаменитым философом В. Э. Сеземаном, от которого родились сыновья Алексей Сеземан (1916—1989) и Дмитрий Сеземан (1922—2010).
Дочь — Клепинина Софья Николаевна (1927—2000), журналистка, научный сотрудник музея-квартиры М. Цветаевой в Болшеве, крестница и троюродная внучка Зинаиды Гиппиус.

## Литературные труды
Н. А. Клепининым опубликованы следующие произведения:
- Братство и пути православного студенческого движения. Журнал «Путь», № 3, 1926
- Светлой памяти игумении Екатерины. Журнал «Путь» № 4, 1927
- Святой и благоверный князь Александр Невский. YMCA-PRESS, 1927
- Мысли о религиозном смысле национализма. Журнал «Путь», 1927